# شرح نهج البلاغة (محمد عبده)
شرح نهج البلاغة هو كتاب للشيخ محمد عبده، فيه تقديم وشرح لكتاب نهج البلاغة للشيخ الشريف الرضي وهو مجموعة من أقوال منسوبة إلى علي بن أبي طالب.

## ملخص
حرر الشيخ محمد عبده (1849 - 11 يوليو 1905) وهو كان مصلحا مسلما ومفتيا سابقا في مصر، كتاب نهج البلاغة للشيخ الشريف الرضي ونشره مع شرح مختصر، وكان أول تقديم لهذا الكتاب للمصريين.

قال محمد عبده إنه لم يكن يعلم بكتاب نهج البلاغة قبل أن سافر بعيدا طلبا للعلم. قال كذلك: 